# Igor Striełkow
Igor Siergiejewicz Striełkow, ros. Игорь Сергеевич Стрелков (ur. 21 marca 1982 w Kujbyszewie, Rosyjska FSRR) – rosyjski piłkarz, grający na pozycji napastnika.

## Kariera piłkarska

### Kariera klubowa
Wychowanek Szkoły Piłkarskiej Łada Togliatti, w której zajmował się od 9 lat. W tym że klubie w 1998 rozpoczął karierę piłkarską. W pierwszym składzie klubu rozegrał ponad 25 gier w lidze i zdobył więcej niż 6 bramek oraz 5 meczów w Pucharze Rosji, gdzie zdobył 1 gola. W listopadzie 2000 roku podpisał pięcioletni kontrakt z ukraińskim Szachtarem Donieck. Zagrał tylko 4 mecze w podstawowej jedenastce Szachtara i w sierpniu 2002 roku powrócił do Łady Togliatti, w której grał na zasadach wypożyczenia do końca roku. Od 2003 do 2004 występował w Anży Machaczkała, a następnie w 2005 ponownie wrócił do Łady Togliatti. W 2006 roku przeniósł się do Kubania Krasnodar, któremu pomógł awansować w przyszłym roku do najwyższej klasy. W lipcu 2007 przeszedł do Łucz-Eniergii Władywostok, z którą podpisał trzyletni kontrakt. Zimą 2008 przez konflikt z kierownictwem Łucz-Eniergii przeniósł się do Tomska, gdzie rozpoczął sezon 2008 w lokalnym Tomu Tomsk, z którym podpisał trzyletni kontrakt. Ale już 16 czerwca 2008 był skreślony z listy drużynowej i w tym samym miesiącu podpisał trzyletni kontrakt z FK Moskwa. Po rozwiązaniu FK Moskwa przed sezonem 2010 roku na zasadzie wolnego transferu przyszedł do Krylji Sowietow Samara. 14 kwietnia 2010 jadąc w taksówce miał wypadek drogowy, w którym złamał kość twarzy i w następnym dniu był operowany. Dopiero 10 czerwca 2010 ponowił szkolenia z podstawowym składem. Pod koniec lipca 2010 został wypożyczony do końca sezonu do Anży Machaczkała. Po powrocie z wypożyczenia 23 stycznia 2011 klub i piłkarz osiągnęły porozumienie w sprawie rozwiązania kontraktu. 13 lipca 2011 powrócił do Łucz-Eniergii.

### Kariera reprezentacyjna
Bronił barw w juniorskich reprezentacji Rosji U-17 i U-19.

## Sukcesy i odznaczenia

### Sukcesy klubowe
- wicemistrz Ukrainy: 2001
- wicemistrz Rosyjskiej Pierwszej Dywizji: 2006

### Odznaczenia
- tytuł Mistrza Sportu Rosji: 26 listopada 2009